# Kryz
Le kryz ou kryts est une langue nakho-daghestanienne du groupe des langues lezguiennes ou lezgiques.
Le kryz est parlée par environ 8 000 personnes en 1999 selon Saadiev, estimé à 5 000 en 2007 sur Ethnologue.com et 2 000 en 2009 par Gilles Authier, dans les rayons de Quba et d'Agdash en Azerbaïdjan. Cette langue caucasienne n'est pas écrite. L'azéri tient le rôle de langue littéraire et d'enseignement.

## Dialectes
Le kryz, comprend quatre parlers différents. Le kryz est le dialecte du village du même nom. Les autres variétés sont le djek, l'alik et le khaput. Ceux-ci sont parlés respectivement dans les villages de Qrız, Cek, Əlik, et Hapıt. Ethnologue.com compte un cinquième dialecte, celui parlée à Yergüc.

## Écriture
| A a   | B b | C c   | Ç ç | Ç' ç' | D d | E e | Ə ə | F f | G g | Ğ ğ   | Ğ' ğ' | H h | H' h' | Ĥ ĥ   | X x | X' x' | J j | İ i | I ı | K k |
| K' k' | Q q | Q' q' | Q̂ q̂ | L l   | M m | N n | O o | Ö ö | P p | P' p' | R r   | S s | Ş ş   | S' s' | T t | U u   | Ü ü | V v | Y y | Z z |

## Phonologie

### Voyelles
Le kryz possède deux séries de voyelles :
- cinq voyelles non labialisées: [i] [e] [a] [o] [u]
- trois voyelles labialisées: [æ] [ø] [y]

### Accentuation
- L'accent, en kryz, tombe sur la deuxième syllabe du mot[6] :

læzí blanc
kupǽl coq
æmzúrø aigre
- La position de l'accent n'est pas modifié par la suffixation :

balkán cheval - pluriel : balkánbi
admí homme - génitif : admíʤi

### Manuels scolaires
- (kry) İldırım Məsimov et Şərəf Hüseynov, Haputci mez 2 : dərslik, Bakı, Azərbaycan Respublikası Elm və Təhsil Nazirliyi, 2024 (présentation en ligne, lire en ligne)
- (kry) Şərəf Hüseynov et İldırım Məsimov, Haputçi mez 1 : dərslik, Bakı, Azərbaycan Respublikası Elm və Təhsil Nazirliyi, 2023 (présentation en ligne, lire en ligne)